# Vsevolod Bobrov
Vsevolod Mikhaylovich Bobrov - em russo:  Всеволод Михайлович Бобров (Morshansk, 1 de dezembro de 1922 - Moscou, 1 de julho de 1979) - foi um dos maiores esportistas da antiga União Soviética, destacando-se no futebol e no hóquei sobre gelo.

## Artilheiro Pós-Guerra
Nascido no ano da formação da URSS (fundada em 30 de dezembro), Bobrov integrou o Exército Vermelho na Segunda Guerra Mundial e, após o conflito, foi convidado para jogar no clube do exército, o então CDKA Moscou (atual CSKA). Ficaria no CDKA até 1949, indo para o VVS Moscou, e encerrou a carreira em 1953, no Spartak Moscou. Conquistaria três campeonatos soviéticos, do qual seria artilheiro duas vezes. Na competição, marcaria um total de 97 gols em 116 jogos. 

## Seleção Soviética
Pela Seleção Soviética de Futebol, jogaria  apenas três partidas, as três que a URSS realizou nas Olimpíadas de 1952. Marcou cinco vezes, incluindo três no empate em 5 x 5 contra a Iugoslávia. No jogo desempate, ele marcou o único gol soviético na derrota por 3 x 1. Seu outro gol fora marcado no jogo inicial, contra a Bulgária, vencido por 2 x 1.

## No Hóquei
No hóquei sobre gelo, Bobrov iniciou a carreira em 1946, um ano após tornar-se jogador de futebol, também no então CDKA. Apesar de priorizar o futebol, seu sucesso no hóquei foi ainda maior; foi sete vezes campeão soviético, marcando incríveis 254 gols em 130 jogos no campeonato de hóquei da União Soviética. Pela URSS, marcaria 89 vezes em 59 jogos e conquistou o ouro nos Jogos Olímpicos de Inverno de 1956. Até hoje, Bobrov é um dos poucos atletas que participaram tanto das Olimpíadas de Verão quanto das de Inverno. No atual hóquei russo, os jogadores que ultrapassam os 250 gols passam a integrar o "Clube Bobrov".
Bobrov tornaria-se técnico tanto de equipes de futebol quanto de hóquei, onde treinou a Seleção Soviética nos títulos dos Campeonatos Mundiais de 1974 e 1975. Morreria quatro anos depois deste. 
Integra o Hall da Fama da Federação internacional de hóquei no gelo desde a sua criação, em 1997.